# Prosoplus ornatifrons
Prosoplus ornatifrons är en skalbaggsart som beskrevs av Stefan von Breuning 1938. Prosoplus ornatifrons ingår i släktet Prosoplus och familjen långhorningar. Inga underarter finns listade i Catalogue of Life.